# Kill the Power
Kill The Power — п'ятий студійний альбом валлійського рок-гурту Skindred, який вийшов 27 січня 2014 року.

## Композиції
1. Kill The Power — 4:35
2. Ruling Force — 3:52
3. Playing with the Devil — 4:19
4. Worlds on Fire — 3:31
5. Ninja — 4:31
6. The Kids Are Right Now — 4:30
7. We Live — 4:05
8. Open Eyed — 4:42
9. Dollars and Dimes — 3:48
10. Saturday — 3:59
11. Proceed with Caution — 3:18
12. More Fire — 3:22